# Beatrice di Parigi
Beatrice di Francia o di Parigi  (fr: Beatrix) (939 circa – 23 settembre 1003) fu, come moglie di Federico I di Lotaringia, contessa di Bar e duchessa  di Lotaringia, dal 959 sino al 978.

## Origine
Figlia primogenita del Marchese di Neustria demarcus, conte d'Orleans e conte di Parigi (dal 936 chiamato duca dei Franchi) e futuro duca di Borgogna, Ugo il Grande, e della sua terza moglie Edvige di Sassonia, figlia del defunto re di Germania, Enrico I l'Uccellatore e sorella del re di Germania e futuro imperatore, Ottone I, come ci riporta, nelle sue cronache, Rodolfo il Glabro. Beatrice era la sorella del futuro re di Francia, Ugo Capeto, e del futuro duca di Borgogna, Enrico Ottone.
Ugo il Grande era figlio del marchese di Neustria e futuro re di Francia, Roberto I e di Beatrice di Vermandois, figlia del conte di Vermandois, Erberto I (nipote del re d'Italia, Bernardo, nipote di Carlo Magno).

## Biografia
Il padre che alla nascita di Beatrice, come duca dei Franchi, era il nobile più potente di Francia riuscì ad espandere i suoi domini ed i suoi titolo divenendo anche duca d'Aquitania (solo titolare, avrebbe dovuto conquistarsela, ma non vi riuscì) e l'erede del ducato di Borgogna (riuscì ad essere duca di Borgogna, nel 956, poche settimane prima di morire).
Nel 951, Beatrice fu fidanzata a Federico, figlio del Conte di Bidgau, Vigerico, di cui non si conoscono gli ascendenti, che divenne Conte palatino di Lotaringia con Carlo III il Semplice, e di Cunegonda.
Il matrimonio, secondo il cronista Flodoardo, tra la figlia di Ugo e Federico il fratello del vescovo Adalbertone, fu celebrato nell'autunno del 954. Nelle Laurentii Gesta Episcoporum Virdunensium invece, narrando del figlio della coppia, Teodorico I di Lotaringia, la madre, Beatrice è ricordata come sorella del re di Francia, Ugo Capeto, mentre il padre, Federico è citato come nobilissimo duca (di Lotaringia). Infine secondo la Chronica Albrici Monachi Trium Fontium citando i genitori di Teodorico I di Lotaringia e Adalberone II di Metz li cita come Beatrice e Federico duca della regione della Mosa.
Verso la metà del X secolo, il marito, Federico, ottenne dal re di Germania, Ottone I di Sassonia, il titolo di Conte di Bar, un territorio intorno alla città di Bar, dove aveva edificato un castello su un territorio avuto come dote della moglie. Poi, nel 959, Federico, fu associato alla metà meridionale del ducato di Lorena detto di Alta Lorena, dal duca di Lorena, l'arcivescovo di Colonia, Bruno, che aveva diviso il ducato in due parti (Alta e Bassa Lorena).
Nel 978, Beatrice rimase vedova (Federico morì nel 978 (come viene riportato dagli Annales Necrologici Fuldenses), e il suo terzogenito, Teodorico, non ancora maggiorenne, subentrò al padre nei titoli di conte di Bar e duca di Lorena, sotto tutela della madre, come ci confermano indirettamente le Gesta Episcoporum Virdunensium, continuatio, definendo Beatrice, nobilissima duchessa.
Beatrice viene citata in due donazioni, una, del 983, dell'imperatore e re di Germania, Ottone II, in cui la definisce cugina, ed è citata, con suo nipote Teodorico I, vescovo di Metz, la seconda, del 984, dell'imperatore e re di Germania, Ottone III, in cui è citata col defunto marito, Federico.
Durante la reggenza, Beatrice prese parte attiva alla conduzione del ducato cercando di mediare (nel 985, all'assedio di Verdun, concordò col fratello, Ugo Capeto la liberazione del figlio, Teodorico, ferito e prigioniero delle truppe francesi) tra il re di Francia, Lotario IV e quello di Germania, Ottone III di Sassonia, che si disputavano la Lotaringia.
Nel 987, il figlio, Teodorico, dopo aver raggiunto la maggior età la fece rinchiudere in un monastero per potersi sottrarre all'influenza di Beatrice, che fu però liberata per l'intervento di Papa Giovanni XV.
Beatrice ha tenuto una corrispondenza con Gerberto di Aurillac, un famoso studioso e chierico, divenuto poi Papa Silvestro II.
Beatrice morì il 23 settembre 1003.

## Discendenza
Beatrice a Federico diede tre figli:
- Enrico ( † 978),
- Adalberone ( † 1005), vescovo di Metz[17].
- Teodorico ( † 1027), duca di Lorena[18].
- Ida, moglie di Radbot d'Asburgo

## Ascendenza
|                        |                      |                              | Genitori                |  |  | Nonni |  |  | Bisnonni         |  |  | Trisnonni |  |
|                        |                      |                              |                         |  |  |       |  |  | Roberto il Forte |  |  | …         |  |
|                        |                      |                              |                         |  |  |       |  |  | Roberto il Forte |  |  | …         |  |
|                        |                      | …                            |                         |  |  |       |  |  | Roberto il Forte |  |  |           |  |
| Roberto I di Francia   |                      |                              |                         |  |  |       |  |  | Roberto il Forte |  |  |           |  |
|                        |                      | Adelaide d'Alsazia           | Ugo di Tours            |  |  |       |  |  |                  |  |  |           |  |
|                        |                      | Adelaide d'Alsazia           | Ugo di Tours            |  |  |       |  |  |                  |  |  |           |  |
|                        |                      | Adelaide d'Alsazia           | Ava/Bava                |  |  |       |  |  |                  |  |  |           |  |
| Ugo il Grande          |                      | Adelaide d'Alsazia           |                         |  |  |       |  |  |                  |  |  |           |  |
|                        |                      | Erberto I di Vermandois      | Pipino I di Vermandois  |  |  |       |  |  |                  |  |  |           |  |
|                        |                      | Erberto I di Vermandois      | Pipino I di Vermandois  |  |  |       |  |  |                  |  |  |           |  |
|                        |                      | Erberto I di Vermandois      | …                       |  |  |       |  |  |                  |  |  |           |  |
| Beatrice di Vermandois |                      | Erberto I di Vermandois      |                         |  |  |       |  |  |                  |  |  |           |  |
|                        |                      | Liutgarda o Berta de Morvois | …                       |  |  |       |  |  |                  |  |  |           |  |
|                        |                      | Liutgarda o Berta de Morvois | …                       |  |  |       |  |  |                  |  |  |           |  |
|                        |                      | Liutgarda o Berta de Morvois | …                       |  |  |       |  |  |                  |  |  |           |  |
| Beatrice di Parigi     |                      | Liutgarda o Berta de Morvois |                         |  |  |       |  |  |                  |  |  |           |  |
|                        | Ottone I di Sassonia | Liudolfo di Sassonia         |                         |  |  |       |  |  |                  |  |  |           |  |
|                        | Ottone I di Sassonia | Liudolfo di Sassonia         |                         |  |  |       |  |  |                  |  |  |           |  |
|                        | Ottone I di Sassonia | Oda di Billung               |                         |  |  |       |  |  |                  |  |  |           |  |
| Enrico I di Sassonia   | Ottone I di Sassonia |                              |                         |  |  |       |  |  |                  |  |  |           |  |
|                        |                      | Edvige di Babenberg          | Enrico di Franconia     |  |  |       |  |  |                  |  |  |           |  |
|                        |                      | Edvige di Babenberg          | Enrico di Franconia     |  |  |       |  |  |                  |  |  |           |  |
|                        |                      | Edvige di Babenberg          | …                       |  |  |       |  |  |                  |  |  |           |  |
| Edvige di Sassonia     |                      | Edvige di Babenberg          |                         |  |  |       |  |  |                  |  |  |           |  |
|                        |                      | Teodorico di Ringelheim      | Reginhart di Ringelheim |  |  |       |  |  |                  |  |  |           |  |
|                        |                      | Teodorico di Ringelheim      | Reginhart di Ringelheim |  |  |       |  |  |                  |  |  |           |  |
|                        |                      | Teodorico di Ringelheim      | Matilda                 |  |  |       |  |  |                  |  |  |           |  |
| Matilde di Ringelheim  |                      | Teodorico di Ringelheim      |                         |  |  |       |  |  |                  |  |  |           |  |
|                        |                      | Reinilde di Godefrid         | …                       |  |  |       |  |  |                  |  |  |           |  |
|                        |                      | Reinilde di Godefrid         | …                       |  |  |       |  |  |                  |  |  |           |  |
|                        |                      | Reinilde di Godefrid         | …                       |  |  |       |  |  |                  |  |  |           |  |
|                        |                      | Reinilde di Godefrid         |                         |  |  |       |  |  |                  |  |  |           |  |

### Fonti primarie
- (LA)  Monumenta Germaniae Historica, Diplomatum Regum et Imperatorum Romanum, tomus II.
- (LA)  Monumenta Germaniae Historica, Scriptores, tomus X.
- (LA)  Monumenta Germaniae Historica, Scriptores, tomus XXIII.
- (LA)  Monumenta Germaniae Historica, Scriptores, tomus III.
- (LA)  Monumenta Germaniae Historica, Scriptores, tomus VII.
- (LA)  Monumenta Germaniae Historica, Scriptores, tomus IV.
- (LA)  Monumenta Germaniae Historica, Scriptores, tomus XIII.
- (LA)  Cartulaire de l'Abbaye de Saint-Bertin: Cartolarium Sithiense.
- (LA)  Monumenta Germaniae Historica, Scriptores, tomus IX.

### Letteratura storiografica
- Louis Halphen, Francia: gli ultimi carolingi e l'ascesa di Ugo Capeto (888-987), in «Storia del mondo medievale», vol. II, 1999, pp. 635–661